# Prolasius hellenae
Prolasius hellenae é uma espécie de formiga do gênero Prolasius, pertencente à subfamília Formicinae.